# 本庶佑
本庶 佑（ほんじょ たすく、1942年〈昭和17年〉1月27日 - ）は、日本の医師、医学者（医化学・分子免疫学）。学位は医学博士（京都大学・1975年）。京都大学名誉教授・高等研究院副研究院長・特別教授、京都大学がん免疫総合研究センター初代センター長、静岡県公立大学法人顧問、ふじのくに地域医療支援センター理事長、公益財団法人神戸医療産業都市推進機構理事長、お茶の水女子大学学長特別招聘教授。日本学士院会員、文化功労者、文化勲章受章者。京都市生まれ、山口県宇部市育ち。
京都大学医学部副手、東京大学医学部助手、大阪大学医学部教授、京都大学医学部教授、京都大学大学院医学研究科教授、京都大学大学院医学研究科研究科長、京都大学医学部学部長、内閣府総合科学技術会議議員、静岡県公立大学法人理事長、先端医療振興財団理事長などを歴任した。
免疫チェックポイント阻害因子の発見とがん治療への応用により、2018年にノーベル生理学・医学賞をジェームズ・P・アリソンと共同受賞した。

## 概要
クラススイッチ組換えと体細胞突然変異によって抗体が造られるメカニズムを解明した。また、世界で初めて活性化誘導シチジンデアミナーゼを発見したことでも知られている。さらに、PD-1を阻害するがん免疫療法を開発したことから、のちに免疫チェックポイント阻害剤であるニボルマブの開発に繋がった。
これらの功績から日本学士院会員や文化功労者として顕彰され、2013年には文化勲章が授与されている。2018年にはノーベル生理学・医学賞が授与された。
母校である京都大学をはじめ、東京大学、大阪大学にて教鞭を執り、後進の育成に力を注いだ。長年にわたって勤務した京都大学では、医学研究科の研究科長や医学部の学部長など要職を歴任。京都大学に2020年4月1日新設される「がん免疫総合研究センター」のセンター長に就任予定である。静岡県立大学などを設置・運営する公立大学法人では理事長に就任した。また、先端医療振興財団とその後身である神戸医療産業都市推進機構においても理事長を務めた。

## 来歴

### 生い立ち
1942年、京都府京都市にて生まれた。太平洋戦争末期の1945年、父の実家がある富山市で富山大空襲に遭い、自宅が焼ける。避難していた防空壕に焼夷弾が命中したが、防空壕の底に水がたまっていたため不発だった。「もし爆発していたら私はこの世にいなかったと思う」と述べている。その後、母に抱かれながら富山市から母の実家がある魚津市まで避難した。戦後、医師で山口大学医学部教授を務めた父の仕事の都合により、山口県宇部市で育つ。山口県立宇部高等学校卒業後、1960年、京都大学医学部医学科に入学、1966年には京都大学医学部医学科卒業。両親は共に富山県出身、本籍も富山市花園町にある。
大学生時代は、同期の中西重忠らと知り合う。また、かつて父の同僚であった柴谷篤弘の著書を読んで感銘を受け、柴谷に会いにいったこともあったという。父や柴谷らのアドバイスを受け、早石修の門下となる。1966年、京都大学医学部医学科を卒業し、京都大学医学部附属病院にてインターンに従事する。
1967年、京都大学大学院医学研究科生理系専攻に進学した。博士課程では、早石の下にいた西塚泰美より指導を受けた。また、大学院在籍中に医師国家試験に合格している。1971年、京都大学大学院の医学研究科を修了した。なお、1975年に京都大学より医学博士号を取得している。
がん研究を行う一つのきっかけとして、大学の医学部時代に同級生がスキルス性の胃がんで非常に早く亡くなり、そういったことに貢献したいと考えたことを挙げている。

### 学術的な活動

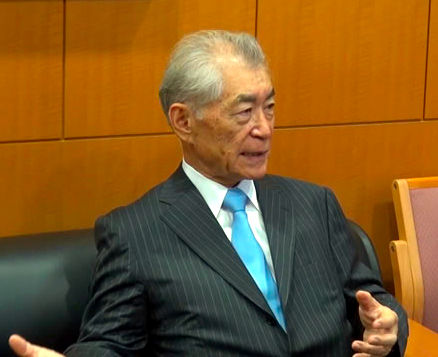
2018年10月11日、中央合同庁舎第七号館にて

大学院修了後、京都大学医学部にて副手となる。1974年には、東京大学医学部の助手を務めた。その間、カーネギー研究所にて発生学部門の客員研究員を兼任したり、アメリカ国立衛生研究所傘下の国立小児保健発達研究所にて分子遺伝学研究室の客員研究員を兼任したりするなど、アメリカ合衆国の研究機関の客員としても活動した。
1979年、大阪大学の医学部にて教授に就任した。また、1982年より京都大学医学部の教授も併任し、1984年から京都大学医学部教授が本務となる。京都大学では遺伝子実験施設の施設長なども務めた。この頃、1982年には既にノーベル生理学・医学賞の受賞候補として名前が挙げられていた。
1989年から1998年にかけて、弘前大学の医学部の教授も併任していた。1995年より、京都大学大学院の医学研究科教授が本務となり、研究科長や学部長などを歴任した。2005年より、京都大学大学院の医学研究科にて特任教授に就任し、2006年には同研究科の客員教授となった。2017年5月1日からは、京都大学の高等研究院にて特別教授を務めることになった。2020年4月からは、京都大学がん免疫総合研究センターのセンター長に就任。

### その他の公的な活動

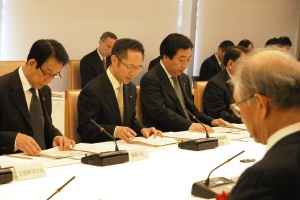
2011年12月15日、内閣府総合科学技術会議の会合にて内閣総理大臣野田佳彦（左から3人目）、総務大臣川端達夫（左端）、内閣府特命担当大臣（科学技術政策担当）古川元久（左から2人目）らと。

大学以外の公職も多く務めており、1999年から2004年まで、文部省にて高等教育局の科学官を併任した。また、2004年から日本学術振興会にて学術システム研究センターの所長を併任し、2006年からは内閣府にて総合科学技術会議の議員を併任した。
2012年からは、静岡県立大学や静岡県立大学短期大学部の設置者である静岡県公立大学法人の理事長を務めている。なお、2017年5月より京都大学の高等研究院にて常勤職である特別教授に就任することになったため、静岡県公立大学法人の理事長を兼任し続けるのは困難と判断し、同年4月30日に理事長を退任することとなった。なお、理事長退任後は、静岡県公立大学法人の顧問を務めている。また、ふじのくに地域医療支援センター理事長である寺尾俊彦の死去に伴い、2013年1月8日に後任の理事長に就任した。こちらの理事長については、京都大学高等研究院の特別教授就任後も引き続き在任した。そのほか、先端医療振興財団にて副理事長を務めてきたが、井村裕夫の後任として2015年7月1日に理事長に就任、同財団は2018年に公益財団法人神戸医療産業都市推進機構へと発展改組されたが理事長は本庶が務めている。

### HPVワクチン積極的勧奨再開への活動
ストックホルムでの受賞者による記者会見の場でも積極的勧奨が中止となっているHPVワクチンに言及し、「とんでもない、大変なこと」と訴えた。厚生労働大臣にぜひにと接種再開を訴えた。また取材に応じてワクチンの問題を説明するも、複数デスクで没にされた経験があるとも語っている。
信州大学脳神経内科、リウマチ・膠原病内科だった池田修一は厚生労働省のHPV副反応への研究について、村中璃子に書かれた記事について訴えを起こしたが、その控訴審では、本庶佑は見書を提出した。一例の実験結果に基づき、結論を出したなどという行為は、生命科学研究者の常識としては、作為の捏造と同等と強く批判した。

## 業績

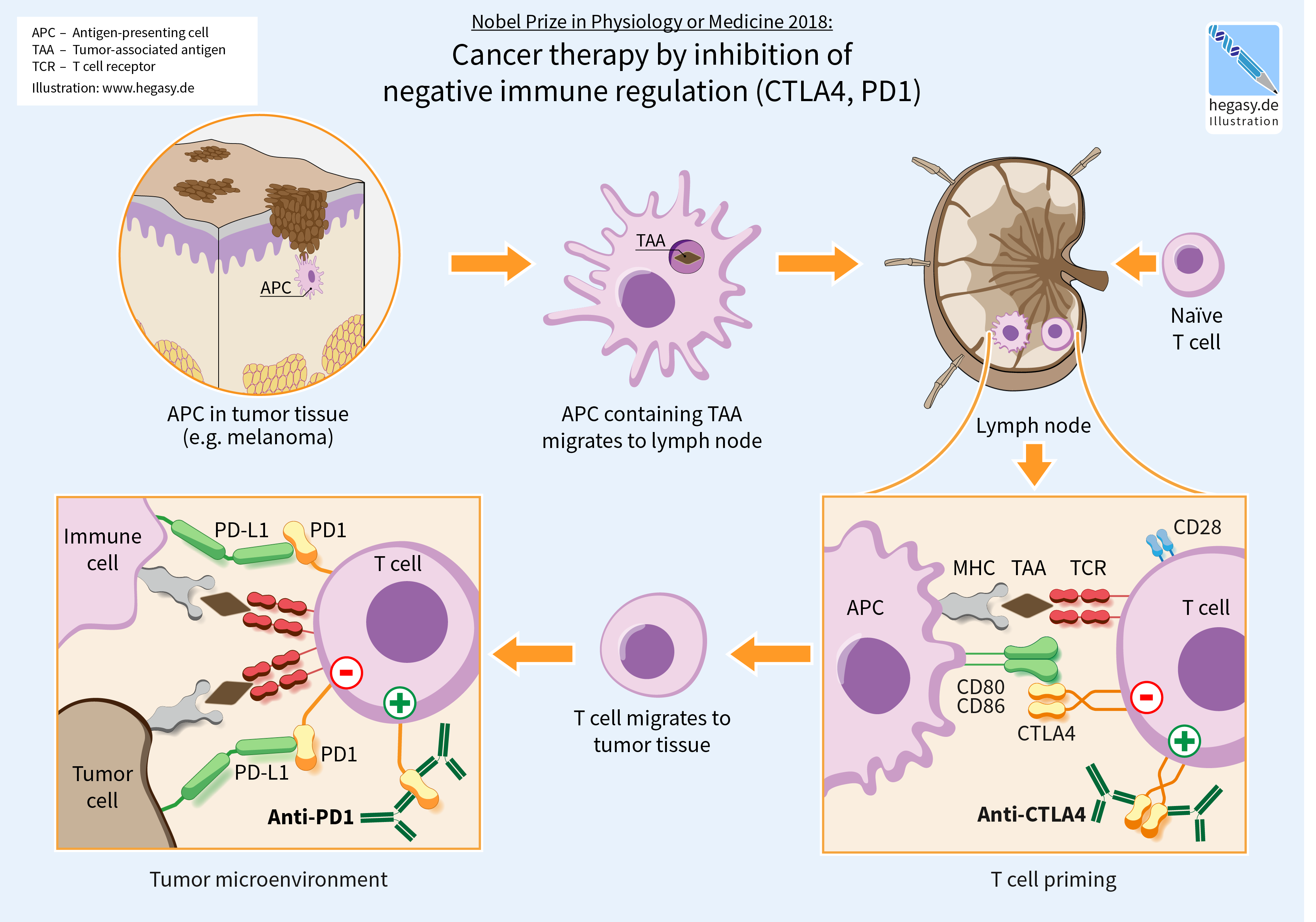
CTLA4やPD-1によるがん免疫療法

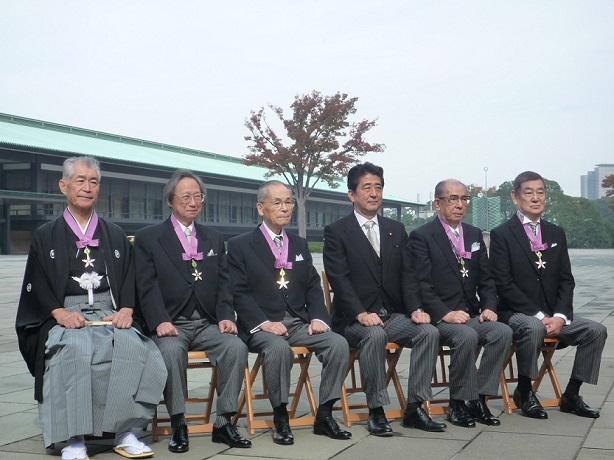
2013年11月3日、文化勲章親授式後に高志の国文学館館長中西進（左から2人目）、書家高木聖鶴（左から3人目）、東北工業大学理事長岩崎俊一（右から2人目）、俳優高倉健（右端）と皇居宮殿東庭で記念撮影。

2000年には文化功労者として顕彰されており、2005年には日本学士院会員に選任されている。日本学士院は、本庶の主要な業績について「リンパ球が抗体遺伝子にクラススイッチ組換えと体細胞突然変異という遺伝子改変を導入し、ウイルスや細菌などの病原体の認識と排除に最も適した抗体を作る仕組みを解明しました」と説明するとともに、「活性化誘導シチジンデアミナーゼを発見し、そのメカニズムの全貌を明らかにしたことは国際的に高く評価されています」と讃えている。
1984年、T細胞表面のIL-2受容体を単離し、続いて、クラススイッチを制御するサイトカインのIL-4やIL-5の遺伝子をクローニングし、その塩基配列を解読した。
また、京都大学本庶研究室のメンバーであった石田靖雅らは1992年、免疫細胞の一種であるT細胞の細胞死が誘導される際、T細胞表面での発現が増強されるPD-1という分子とその遺伝子を同定・命名した。その後の研究で、PD-1は抗原提示細胞などの表面にあるPD-L1という分子と結合し、T細胞による免疫反応を抑制する機能を有することが分かった。さらに驚くべきことに多くの癌細胞が、その表面にPD-L1を発現していることが発見された。つまり癌細胞は自分の持つPD-L1をPD-1と結合させT細胞の機能を抑えることで、自身を排除しようとする免疫から逃れているという仕組みが明らかにされた。
もしPD-1に対する抗体（抗PD-1抗体）を作製し、癌細胞より先にPD-1に結合させれば、癌細胞のPD-L1は抗体に邪魔されてPD-1に結合できない。すると癌に対するT細胞の免疫が抑制されず、癌細胞が免疫から逃れることができなくなる。その結果癌細胞は、T細胞の免疫反応により排除される。その戦略に基づき、ヒト抗PD-1抗体としてニボルマブ（製品名オプジーボ）、ペンブロリズマブ（製品名キイトルーダ）といった免疫チェックポイント阻害剤が製品化された。
免疫チェックポイント阻害剤は従来の癌治療戦略とは異なる画期的な治療として臨床医学に応用されるようになった。具体的には、従来切除不能であると有効な治療がほぼなかった悪性黒色腫の治療で大きな成果を上げた。また、胃癌・肺癌などの患者数の多い癌においても、従来の治療法で効果のない患者の一部に対して、ある程度の効果が得られることが分かってきた。免疫チェックポイント阻害剤は理論上あらゆる癌に対し効果が出る可能性があり、現在も様々な癌に対する効果が検証され、治療に使われ始めている。
生体の持つ免疫機能を利用して癌を治療しようとする癌免疫療法は、これまでにも様々な方法が存在していた。しかし、大規模臨床試験などで誰の目にも納得できる有効性が確かめられたことはなく、高額であるにもかかわらず効果の不確実な治療であった。免疫チェックポイント阻害剤は免疫療法の中で初めて確固たる効果が確認され、手術、化学療法、放射線療法というそれまでの癌治療法に「癌免疫療法」という新たな選択肢を設けることに成功しつつある。

## 人物
藤村富美男監督時代からの熱狂的な阪神タイガースファンで、2004年に発足した岡田彰布（当時タイガース監督）の後援会「京都岡田会（通称：メンバーズ80）」の会長を発足当初より務める。「京都岡田会」は岡田監督の後援会の一つで、本庶以外に前原誠司衆院議員や門川大作京都市長など京都ゆかりの文化人や政治家が（岡田監督の背番号にちなんで）80名所属している。ノーベル賞受賞翌日の2018年10月2日、MBS系「ビビット」の取材に応じ、低迷する阪神の「指揮官の交代」と「藤浪を使う」ことを生放送で訴えた。2020年は阪神が9月24日時点で2位の好成績にありながら、巨人には4勝12敗と大きく負け越している事を受けて、2020年9月24日に東京スポーツの独占インタビューに応じ、「ストライクゾーンなど巨人に有利な判定をする審判を撲滅するための判定AIシステムを開発したい」と語った。岡田が再び阪神の監督に就任した2023年の2月1日、東京スポーツ紙の1面で「岡田阪神」への熱い期待を口にするなど、「ノーベル賞を受賞した熱狂的阪神ファン」「岡田の後援会長」としてスポーツ紙にたびたび登場する。
趣味はゴルフで、「京都ゴルフ倶楽部」に通っている。「京都岡田会」のメンバーで毎年ゴルフコンペを開いており、岡田彰布阪神タイガース監督とはゴルフ仲間である。

## オプジーボ特許使用料についての争い
オプジーボの特許料を巡っては共同研究した小野薬品工業と対立が発生し、2020年6月、小野薬品工業に対して約226億円の分配金などの支払いを求める訴訟を提起した。2014年の発売以降、毎年1000億円近くを売り上げるオプジーボの特許料が不当に安すぎるとして、本庶は受け取っていない。しかし、本庶が受け取りを拒否したために小野薬品工業が法務局に「供託」という形で預けていた、2018年までの4年間で約22億円に上る特許料が、大阪国税局から本庶の収入とみなされ、本庶は2020年に申告漏れを指摘されて約7億円の追徴税を支払うことになった。
2021年9月10日、大阪地裁は双方に和解を勧告し、2021年11月12日に小野薬品工業との間で和解が成立したことが発表された。小野薬品工業が本庶に解決金など50億円を支払い、京都大学に230億円を寄付し研究基金を設立する、特許使用料の支払い割合は2006年契約書の内容を維持するという内容で、本庶は「裁判所の調整によって納得できる内容の解決に至ることができた。企業から還流される資金や善意の寄付により、基礎研究を長期的展望で支援していきたい」という談話を発表した。

## 家族・親族
本庶家
本家は富山県富山市の浄土真宗本願寺派本庄山専称寺。ノーベル賞受賞会見で、富山県の寺院がルーツである自身の家系に触れ、「物事を突き詰めて考える人が多い家系。自分はその遺伝子を受け継がせてもらって感謝している」と述べている。
- 父・正一（富山県富山市中老田出身[45]。山口大学名誉教授[46]、元山口大学医学部教授、岡山医科大学卒業）
- 母・柳（富山県魚津市出身[47]）
- 妻・滋子（鳥取県倉吉市仲ノ町出身[48]。小谷照雄の次女。鳥取県立倉吉東高等学校・奈良女子大学理学部化学科卒業後、京都大学研究室の助手となり、当時、医学研究科の大学院生だった本庶と出会う。姉の夫は京都大学名誉教授の永田英正[49]。）
- 長男・元（医師、大阪府立北野高等学校・金沢大学医学部卒業[50][51]）
- 長女・仁子（広島大学原爆放射線医科学研究所講師[52]。京都大学大学院理学研究科博士課程修了[50][52]）

## 略歴
- 1971年
  - 京都大学医学部副手
  - カーネギー研究所発生学部門客員研究員

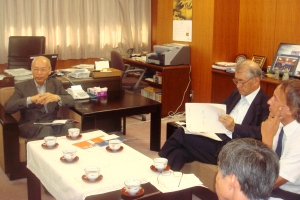
2010年8月26日、内閣府総合科学技術会議議員相澤益男(左)らと。

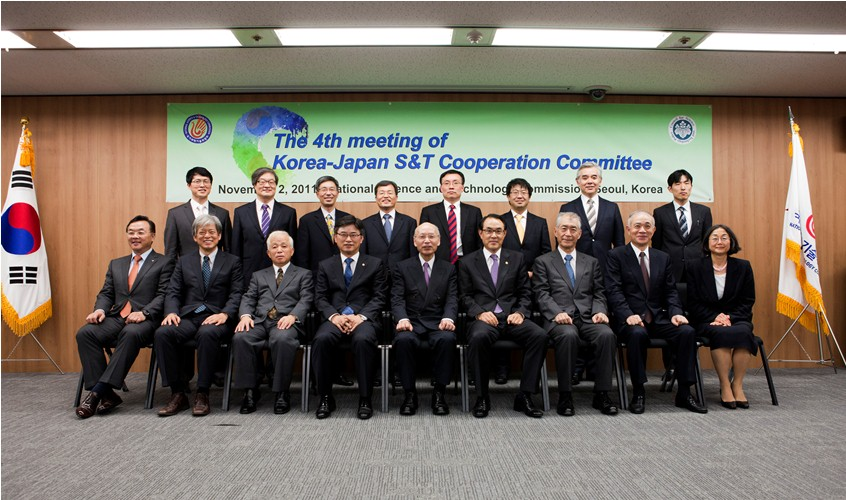
2011年11月2日、韓国国家科学技術委員会にて内閣府総合科学技術会議議員相澤益男、奥村直樹、青木玲子、中鉢良治らと。

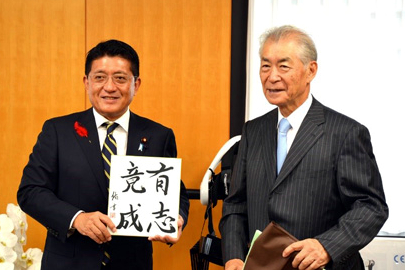
2018年10月11日、内閣府特命担当大臣（科学技術政策担当）平井卓也(左)と。

- 1973年 - 国立小児保健発達研究所分子遺伝学研究室客員研究員
- 1974年 - 東京大学医学部助手
- 1975年 - 『アミノアシルトランスフェラーゼ2のADPリボシル化とジフテリア毒素による蛋白質合成の阻害』にて博士号取得（京都大学）
- 1977年 - 国立小児保健発達研究所分子遺伝学研究室客員研究員
- 1979年 - 大阪大学医学部教授
- 1982年 - 京都大学医学部教授
- 1988年 - 京都大学遺伝子実験施設施設長
- 1989年 - 弘前大学医学部教授（客員部門）
- 1991年 - 米国Fogerty Scholar-in-residence at NIH
- 1995年
  - 京都大学大学院医学研究科教授
  - 京都大学大学院医学研究科研究科長
  - 京都大学医学部学部長
- 1999年 - 文部省高等教育局科学官
- 2001年 - 米国科学アカデミー外国人会員
- 2002年
  - 京都大学大学院医学研究科研究科長
  - 京都大学医学部学部長
- 2003年 - ドイツ国立科学アカデミー・レオポルディーナ外国人会員[53]
- 2004年 - 日本学術振興会学術システム研究センター所長
- 2005年
  - 日本学士院会員
  - 京都大学名誉教授
  - 京都大学大学院医学研究科特任教授
- 2006年
  - 京都大学大学院医学研究科客員教授
  - 内閣府総合科学技術会議議員
- 2012年 - 静岡県公立大学法人理事長
- 2015年 - 先端医療振興財団理事長
- 2018年 - 神戸医療産業都市推進機構理事長
- 2020年 - 京都大学がん免疫総合研究センター長

## 学術賞
- 1978年 - 日本生化学会奨励賞
- 1981年

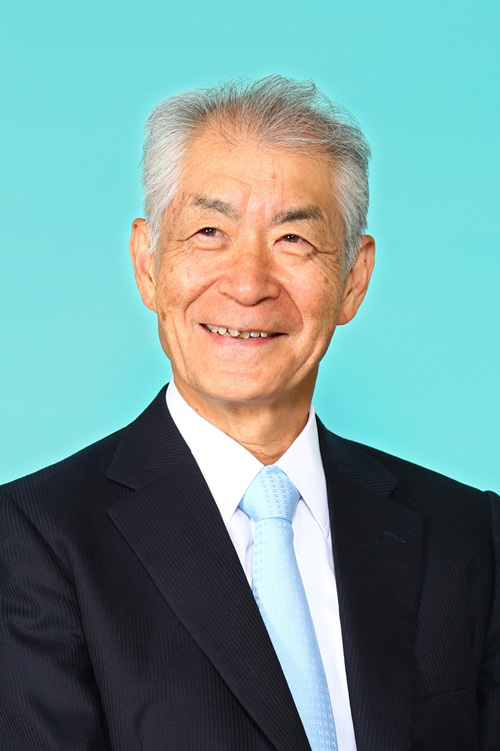
ノーベル賞受賞に際して文部科学省より公表された肖像写真

  - 野口英世記念医学賞（第25回）『感染免疫領域における遺伝子表現変換機構の解析 真核細胞における遺伝子ことに免疫グロブリン遺伝子の再構成と発現に関する研究』[54]
  - 朝日賞『免疫遺伝学への貢献 免疫グロブリン遺伝子の研究』[55]
- 1984年
  - 大阪科学賞
  - 木原賞
- 1984年 - ベルツ賞1等賞[56]
- 1988年 - 武田医学賞
- 1992年 - ベーリング北里賞
- 1993年 - 上原賞
- 1996年 - 恩賜賞・日本学士院賞[57]
- 2012年 - ロベルト・コッホ賞[58][59]
- 2014年
  - 唐奨[60]
  - ウィリアム・コーリー賞[61]
- 2016年
  - 京都賞基礎科学部門
  - 慶應医学賞
  - トムソン・ロイター引用栄誉賞 （現クラリベイト引用栄誉賞）
- 2017年
  - 復旦・中植科学賞
  - ウォーレン・アルパート財団賞[62]
- 2018年 - ノーベル生理学・医学賞[63]

## 栄典・顕彰
- 2000年 - 文化功労者
- 2013年 - 文化勲章[64]
- 2018年
  - 京都府特別栄誉賞
  - 富山市名誉市民[7]
  - 宇部市民栄誉賞
  - 京都市名誉市民
  - 富山県特別栄誉賞
- 2019年
  - 神戸市名誉市民[65]
  - 山口県民栄誉賞
  - 静岡県民栄誉賞

## 名誉博士号
- 2020年 - 中国・澳門科技大學[66]
- 2021年 - ブリティッシュコロンビア大学[67]
- 2024年 - 国立台湾大学[68]

## 著作

### 自著
- 『遺伝子が語る生命像』講談社ブルーバックス、1986年 ISBN 978-4-06-132644-6
- 『ヒトは特異な生物か 』第三文明社、1988年 ISBN 978-4-47-610004-4
- 『生命の未来を語る シリーズ健康と食を問い直す生物学』岩波書店、2003年 ISBN 978-4-00-006862-8
- 『いのちとは何か-幸福・ゲノム・病』岩波書店、2009年 ISBN 978-4-00-005058-6
- 『ゲノムが語る生命像 現代人のための最新・生命科学入門』講談社ブルーバックス、2013年 ISBN 978-4-06-257800-4
- 『生命科学の未来 がん免疫治療と獲得免疫』藤原書店、2018年 ISBN 978-4-86-578202-8
- 『がん免疫療法とは何か』岩波新書、2019年 ISBN 978-4-00-431768-5
- 『幸福感に関する生物学的随想』祥伝社新書、2020年 ISBN 978-4-396-11600-2

### 編集
- 『シリーズ分子生物学の進歩 10 免疫系:認識・分化・増殖』丸善、1989年 ISBN 978-4-62-103386-9
- 『岩波講座・分子生物科学 11 生命体のまもり方』岩波書店、1991年 ISBN 978-4-00-010411-1
- 『遺伝子病入門』南江堂、1993年 ISBN 978-4-52-421817-2
- 『免疫実験操作法1・2』南江堂、1995年 ISBN 978-4-52-420603-2
- 『岩波講座・現代医学の基礎 8 免疫と血液の科学』岩波書店、1998年 ISBN 978-4-00-010918-5

### 論文
- 石田靖雅; 縣保年; 柴原慶一; 本庶佑 (1992年11月), “Induced expression of PD-1, a novel member of the immunoglobulin gene superfamily, upon programmed cell death” (英語), 欧州分子生物学機関誌 11 (11):  3887-3895, doi:10.1002/J.1460-2075.1992.TB05481.X, ISSN 0261-4189, PMC 556898, PMID 1396582, Wikidata Q24293504
- 古川貴久, 小早川義尚, 田村公実子, 木村賢一, 川市正史, 谷村禎一, 本庶佑「RBP-JxのショウジョウバエのホモログであるSuppressor of HairlessはE(spl)m8 neurogenic geneの転写を活性化する」『The Japanese journal of genetics』第70巻第4号、日本遺伝学会、1995年8月、505-524頁、ISSN 0021504X、NAID 10002507789。
- 本庶佑「分子免疫学の進歩」『日本輸血学会雑誌』第45巻第4号、1999年8月、476-478頁、ISSN 05461448、NAID 10010139121。
- 本庶佑「T2因子のADP-リボシル化 ジフテリア毒素による蛋白合成の阻害機序 (互変型酵素(特集))」『代謝』第9巻第3号、中山書店、1972年2月、200-208頁、ISSN 03721566、NAID 40018017463。
- 本庶佑「水平進化 リボゾームRNA遺伝子を中心とする重複遺伝子の進化 (進化(特集))」『代謝』第10巻第12号、中山書店、1973年11月、1365-1372頁、ISSN 03721566、NAID 40018016956。
- 本庶佑「免疫グロブリンの遺伝子」『蛋白質核酸酵素』第20巻第12号、共立出版、1975年10月、p1145-1153、ISSN 00399450、NAID 40002329538。
- 本庶佑「真核生物遺伝子研究の近況--免疫グロブリン遺伝子を中心として(トピックス)」『蛋白質核酸酵素』第23巻第12号、共立出版、1978年11月、p1245-1247、ISSN 00399450、NAID 40002328686。
- 本庶佑「5.免疫グロブリン遺伝子の構造と発現(<シンポジウム>5 リンパ球の活性化機構)」『アレルギー』第28巻第2号、日本アレルギー学会、1979年、73頁、doi:10.15036/arerugi.28.73_2、ISSN 0021-4884、NAID 110002411207。
- 高橋直樹, 本庶佑「免疫グロブリン遺伝子 (遺伝子操作) -- (遺伝子操作の現状)」『蛋白質核酸酵素』第26巻第4号、共立出版、1981年3月、p298-303、ISSN 00399450、NAID 40002329989。
- 西田育巧, 本庶佑「インフルエンザウイルス (遺伝子操作) -- (遺伝子操作の現状)」『蛋白質核酸酵素』第26巻第4号、共立出版、1981年3月、p335-339、ISSN 00399450、NAID 40002329994。
- 本庶佑「抗体の遺伝子」『アレルギー』第31巻第8号、日本アレルギー学会、1982年、517頁、doi:10.15036/arerugi.31.517、ISSN 0021-4884、NAID 110002412653。
- 本庶佑「抗体遺伝子の構造と発現:特別講演 抗体遺伝子の構造と発現」『日本腎臓学会誌』第26巻第7号、日本腎臓学会、1984年、831-833頁、doi:10.14842/jpnjnephrol1959.26.831、ISSN 0385-2385、NAID 130004063761。
- 淀井淳司, 本庶佑「成人T細胞白血病--ヒトがんウイルスと増殖因子レセプタ-」『科学』第54巻第5号、岩波書店、1984年5月、p268-276、ISSN 00227625、NAID 40000394596。
- 本庶佑「生体の多様性発現における選択説-1-」『科学』第54巻第6号、岩波書店、1984年6月、p324-331、ISSN 00227625、NAID 40000394577。
- 本庶佑「生体の多様性発現における選択説-2-」『科学』第54巻第8号、岩波書店、1984年8月、p495-502、ISSN 00227625、NAID 40000394601。
- 本庶佑「免疫系の分子遺伝学 : 基礎と臨床」『日本産科婦人科學會雜誌』第38巻、日本産科婦人科学会、1986年、70-71頁、NAID 110002221818。
- 本庶佑「免疫系の分子遺伝学 : 基礎と臨床」『日本産科婦人科學會雜誌』第38巻第8号、日本産科婦人科学会、1986年、1184-1185頁、NAID 110002231806。
- 内藤隆之, 浜和明, 本庶佑「インターロイキン4--遺伝子クローニングを中心として」『日本臨床』第44巻第8号、日本臨床社、1986年8月、p1892-1901、ISSN 00471852、NAID 40003060195。
- 本庶佑「リンパ球分化の分子機構」『アレルギー』第37巻第8号、日本アレルギー学会、1988年、561頁、doi:10.15036/arerugi.37.561、ISSN 0021-4884、NAID 110002415536。
- 本庶佑「リンパ球分化の分子機構」『日本臨床免疫学会会誌』第13巻第5号、日本臨床免疫学会、1990年、417-417頁、doi:10.2177/jsci.13.417、ISSN 0911-4300、NAID 130005461836。
- 村上雅朗, 鍔田武志, 本庶佑「2. 自己免疫病発症に関わるLY-1B細胞 (<シンポジウム>2 自己寛容機序と自己免疫)」『アレルギー』第42巻第9号、日本アレルギー学会、1993年、1111頁、doi:10.15036/arerugi.42.1111、ISSN 0021-4884、NAID 110002421707。
- 加藤桂三, 仲野徹, 本庶佑「造血組織の発生に関わる遺伝子のクローニングの試み」『日本分子生物学会年会プログラム・講演要旨集』第19巻、1996年8月、839頁、NAID 10002918215。
- 本庶佑「分子免疫学の進歩」『日本輸血学会雑誌』第44巻第2号、日本輸血・細胞治療学会、1998年、129a-129a、doi:10.3925/jjtc1958.44.129a、ISSN 0546-1448、NAID 130003706935。
- 本庶佑「免疫系の統御 : 分子から個体へ」『日本内分泌学会雑誌』第76巻第1号、2000年4月、3頁、ISSN 00290661、NAID 10013819843。
- 本庶佑「クラススイッチの分子制御」『アレルギー』第50巻第9号、日本アレルギー学会、2001年、823頁、doi:10.15036/arerugi.50.823、ISSN 0021-4884、NAID 110002427056。
- 本庶佑「免疫制御レセプターPD-1欠損による自己免疫病の発症」『日本臨床免疫学会会誌』第25巻第1号、日本臨床免疫学会、2002年2月、3頁、doi:10.2177/jsci.25.3、ISSN 09114300、NAID 10008033887。
- 本庶佑, Okazaki Ilmi, Yoshikawa Kiyotsugu, Muramatsu Masamichi, Kinoshita Kazuo「AID Links Class Switching, Somatic Hypermutation」『アレルギー』第52巻第2号、日本アレルギー学会、2003年、178頁、doi:10.15036/arerugi.52.178、ISSN 0021-4884、NAID 110002403524。
- 岩井佳子, 本庶佑「PD-1/PD-L1シグナルを介した癌細胞の免疫逃避機構」『遺伝子医学』第7巻第1号、メディカルドゥ、2003年3月、109-111頁、ISSN 13430971、NAID 80016032172。
- 谷垣健二, 本庶佑「生化学・分子生物学 RBP-J」『医学のあゆみ』第205巻第4号、医歯薬出版、2003年4月、275-277頁、ISSN 00392359、NAID 80015889786。